# Onamia (Minnesota)

Mapa pokazuje obszary w hrabstwie Mille Lacs w stanie Minnesota, z zaznaczeniem Onamia na czerwono.

Onamia – miasto w Stanach Zjednoczonych, w stanie Minnesota, w hrabstwie Mille Lacs.